# ¡Quiero dinero!
¡Quiero dinero! fue un concurso de televisión español emitido del 20 de octubre de 2020 al 15 de diciembre de 2020 en Telecinco, dentro del programa Sálvame Tomate. Producido por La Fábrica de la Tele y presentado por Jorge Javier Vázquez, Paz Padilla, Carlota Corredera o Kiko Hernández, se trataba de un formato en el que los colaboradores del espacio Sálvame se enfrentaban a distintas pruebas y retos con el objetivo de ganar dinero.

## Historia
Debido al creciente éxito de la audiencia del programa Pasapalabra en Antena 3 (tras cosechar varios récords históricos y alzándose con el liderazgo de la franja), los responsables de Sálvame decidieron renovar el espacio Sálvame Tomate, el formato que compite en audiencias con el concurso de su cadena rival. De esta manera, idearon la creación del concurso ¡Quiero dinero! para emitirlo dentro del programa.
Aproximadamente una semana antes de su estreno en televisión, Sálvame comenzó a emitir una serie de anuncios y promociones sobre su nuevo programa que se incluiría dentro de su versión Tomate. Pocos días después, concretamente el 15 de octubre de 2020, Jorge Javier Vázquez anunció la mecánica del concurso. El espacio se estrenó el 20 de octubre, con la colaboradora Chelo García-Cortés como la primera concursante.
El programa se emitió diariamente del 20 de octubre al 12 de noviembre de 2020. Desde el 18 de noviembre al 15 de diciembre de 2020, el formato se emitió regularmente durante algunos días de los meses de noviembre y diciembre.

## Mecánica
Un colaborador Sálvame se enfrenta a distintos retos o preguntas para poder ganar dinero. En cada programa, el participante debe someterse a un total de 5 pruebas. Cada prueba corresponde a una pregunta o reto de diferente valor, hasta sumar un total de 5.000 euros (el primero 100 euros, el segundo 400, el tercero 1.000, el cuarto 1.500 y el quinto 2.000 euros). El colaborador participante continúa concursando y ganando dinero diariamente, siempre que acepte todas las pruebas que le proponen cada día. Si rechaza que le realicen una pregunta o declina completar un reto, tiene que plantarse obligatoriamente y terminar su participación en el concurso.

## Participantes
| N.º | Colaborador          | Procedencia | Edad    | Conocido/a por ser         | Programas | Dinero ganado |
| --- | -------------------- | ----------- | ------- | -------------------------- | --------- | ------------- |
| 1   | Chelo García-Cortés  | Orense      | 68 años | Periodista                 | 6         | 25.050 €      |
| 2   | Antonio David Flores | Málaga      | 45 años | Exmarido de Rocío Carrasco | 9         | 35.000 €      |
| 3   | Canales Rivera       | Cádiz       | 46 años | Torero                     | 10        | 22.000 €      |
| 4   | Antonio Montero      | Madrid      | 57 años | Periodista y paparazzi     | 4         | 10.000 €      |

## Programas y audiencias

### Etapa de Chelo García-Cortés
| N.º (temp.) | N.º (prog.) | Presentador          | Fecha de emisión      | Audiencia         | Ref.   | Horario (aproximado) |
| ----------- | ----------- | -------------------- | --------------------- | ----------------- | ------ | -------------------- |
| 1           | 1           | Jorge Javier Vázquez | 20 de octubre de 2020 | 2 085 000 (15,2%) | [ 10 ] | 20:00 - 21:05        |
| 2           | 2           | Jorge Javier Vázquez | 21 de octubre de 2020 | 1 978 000 (14,9%) | [ 11 ] | 20:00 - 21:05        |
| 3           | 3           | Jorge Javier Vázquez | 22 de octubre de 2020 | 2 049 000 (14,9%) | [ 12 ] | 20:00 - 21:05        |
| 4           | 4           | Jorge Javier Vázquez | 23 de octubre de 2020 | 1 878 000 (15,4%) | [ 13 ] | 20:00 - 21:05        |
| 5           | 5           | Kiko Hernández       | 26 de octubre de 2020 | 2 141 000 (15,0%) | [ 14 ] | 20:00 - 21:05        |
| 6           | 6           | Paz Padilla          | 27 de octubre de 2020 | 2 239 000 (15,9%) | [ 15 ] | 20:00 - 21:05        |

### Etapa de Antonio David Flores
| N.º (temp.) | N.º (prog.) | Presentador          | Fecha de emisión       | Audiencia         | Ref.   | Horario (aproximado) |
| ----------- | ----------- | -------------------- | ---------------------- | ----------------- | ------ | -------------------- |
| 7           | 1           | Jorge Javier Vázquez | 28 de octubre de 2020  | 2 256 000 (16,0%) | [ 16 ] | 20:10 - 21:05        |
| 8           | 2           | Jorge Javier Vázquez | 29 de octubre de 2020  | 2 228 000 (16,2%) | [ 17 ] | 20:10 - 21:05        |
| 9           | 3           | Jorge Javier Vázquez | 30 de octubre de 2020  | 2 120 000 (16,2%) | [ 18 ] | 20:20 - 21:05        |
| 10          | 4           | Jorge Javier Vázquez | 2 de noviembre de 2020 | 2 046 000 (13,7%) | [ 19 ] | 20:20 - 21:05        |
| 11          | 5           | Jorge Javier Vázquez | 3 de noviembre de 2020 | 2 380 000 (16,3%) | [ 20 ] | 20:20 - 21:05        |
| 12          | 6           | Jorge Javier Vázquez | 4 de noviembre de 2020 | 2 525 000 (16,8%) | [ 21 ] | 20:20 - 21:05        |
| 13          | 7           | Carlota Corredera    | 5 de noviembre de 2020 | 2 567 000 (17,1%) | [ 22 ] | 20:40 - 21:05        |
| 14          | 8           | Paz Padilla          | 6 de noviembre de 2020 | 2 296 000 (16,5%) | [ 23 ] | 20:25 - 21:05        |
| 15          | 9           | Jorge Javier Vázquez | 9 de noviembre de 2020 | 2 414 000 (16,6%) | [ 24 ] | 20:40 - 21:05        |

### Etapa de Antonio Montero
| N.º (temp.) | N.º (prog.) | Presentador          | Fecha de emisión        | Audiencia         | Ref.   | Horario (aproximado) |
| ----------- | ----------- | -------------------- | ----------------------- | ----------------- | ------ | -------------------- |
| 16          | 1           | Jorge Javier Vázquez | 10 de noviembre de 2020 | 2 219 000 (15,7%) | [ 25 ] | 20:40 - 21:05        |
| 17          | 2           | Jorge Javier Vázquez | 11 de noviembre de 2020 | 2 619 000 (17,5%) | [ 26 ] | 20:50 - 21:05        |
| 18          | 3           | Paz Padilla          | 12 de noviembre de 2020 | 2 479 000 (17,2%) | [ 27 ] | 20:40 - 21:05        |
| 26          | 4           | Carlota Corredera    | 3 de diciembre de 2020  | 2 353 000 (16,4%) | [ 28 ] | 20:50 - 21:05        |

### Etapa de Canales Rivera
| N.º (temp.) | N.º (prog.) | Presentador          | Fecha de emisión        | Audiencia         | Ref.   | Horario (aproximado) |
| ----------- | ----------- | -------------------- | ----------------------- | ----------------- | ------ | -------------------- |
| 19          | 1           | Jorge Javier Vázquez | 18 de noviembre de 2020 | 2 755 000 (19,3%) | [ 29 ] | 20:40 - 21:05        |
| 20          | 2           | Carlota Corredera    | 19 de noviembre de 2020 | 2 569 000 (18,0%) | [ 30 ] | 20:50 - 21:05        |
| 21          | 3           | Paz Padilla          | 20 de noviembre de 2020 | 2 571 000 (18,7%) | [ 31 ] | 20:40 - 21:05        |
| 22          | 4           | Jorge Javier Vázquez | 23 de noviembre de 2020 | 2 899 000 (19,6%) | [ 32 ] | 20:50 - 21:05        |
| 23          | 5           | Jorge Javier Vázquez | 24 de noviembre de 2020 | 2 301 000 (15,8%) | [ 33 ] | 20:50 - 21:05        |
| 24          | 6           | Jorge Javier Vázquez | 1 de diciembre de 2020  | 2 474 000 (17,1%) | [ 34 ] | 20:50 - 21:05        |
| 25          | 7           | Carlota Corredera    | 2 de diciembre de 2020  | 2 277 000 (16,0%) | [ 35 ] | 20:50 - 21:05        |
| 27          | 8           | Jorge Javier Vázquez | 8 de diciembre de 2020  | 2 335 000 (14,5%) | [ 36 ] | 20:50 - 21:05        |
| 28          | 9           | Paz Padilla          | 10 de diciembre de 2020 | 2 189 000 (15,1%) | [ 37 ] | 20:50 - 21:05        |
| 29          | 10          | Paz Padilla          | 15 de diciembre de 2020 | 2 364 000 (17,1%) | [ 38 ] | 20:50 - 21:05        |

## Audiencia media
| Temporada | Temporada | Episodios | Estreno               | Final                   | Audiencia media | Audiencia media   |
| Temporada | Temporada | Episodios | Estreno               | Final                   | Espectadores    | Cuota de pantalla |
| --------- | --------- | --------- | --------------------- | ----------------------- | --------------- | ----------------- |
|           | 1         | 29        | 20 de octubre de 2020 | 15 de diciembre de 2020 | 2 331 000       | 16,4%             |